# Gokstadskibet
Gokstadskibet er et vikingskib fra slutningen af 800-tallet. Det er Norges største bevarede vikingskib og står i dag udstillet i Vikingeskibsmuseet på Bygdøy i Oslo. Skibet blev fundet i  gravhøjen «Kongshaugen» på gården Gokstad i Sandefjord i Vestfold. Højen blev udgravet i 1880 under ledelse af antikvar Nicolay Nicolaysen.

## Skibet
Dendrokronologiske prøver viser, at skibet blev bygget ca. 890, og at det blev lagt i højen ca. 10 år efter. Skibet består hovedsagelig af eg. Det er 23,8 m langt, 5,2 m bredt og har 16 par årer. Sejlet kan have været 110 kvadratmeter og var sandsynligvis lavet af vadmel. Skibets topfart er anslået til 12 knob.

## Skeletresterne
I Gokstadskibet lå skelettet af en mand på 50–70 år som var 1,85 m høj. Skelettet lå i en seng i et gravkammer af tømmer. Hans identitet er ikke kendt. Han kan have været Olav Geirstad-Alv, en småkonge i Vestfold. Ifølge Heimskringla døde han på denne tid. Et påfugleskelet blev også fundet i graven.

## Genstandene
Genstandene, som blev fundet under udgravningen i 1880, bestod af skibet og tre små både, et telt, en slæde og rideudstyr. Der blev ikke fundet genstande af ædle metaller, sandsynligvis fordi højen blev plyndret. Der blev heller ikke fundet våben i graven.

## Rekonstruktioner
- Viking blev sejlet over Atlanten til Verdensudstillingen i Chicago 1893 af Magnus Andersen.
- Viking Plym kopi i halv størrelse. Svensk båd, bygget i 1912
- Hugin Dansk rekonstruktion. Sejlede fra Danmark til England i 1949.
- Ormen Friske bygget af Frisk sportsforbundet i Sverige. Forlist ud for Helgoland i 1950
- Odin's Raven kopi i 2/3 størrelse. Bygget i 1979 i Norge og sejlet til Isle of Man.
- Hjemkomst Bygget af en amerikaner med skandinaviske rødder. Sejlet fra USA til Norge i 1982.
- Dyflin bygget til Dublins 1000 års jubilæum i 1989.
- I 1990 blev Gaia søsat. Denne kopi er sejlet over Atlanten til USA af Ragnar Thorset.
- Sigrid Storråda Svensk kopi bygget i 1995.
- Isledningur Bygget på Island i 1996, sejlede i 2000 fra Island til Grønland
- Skibladner Svensk kopi bygget i 1999.
- Munin Bygget i British Columbia 2002